# 2008-ban kirobbant gazdasági világválság

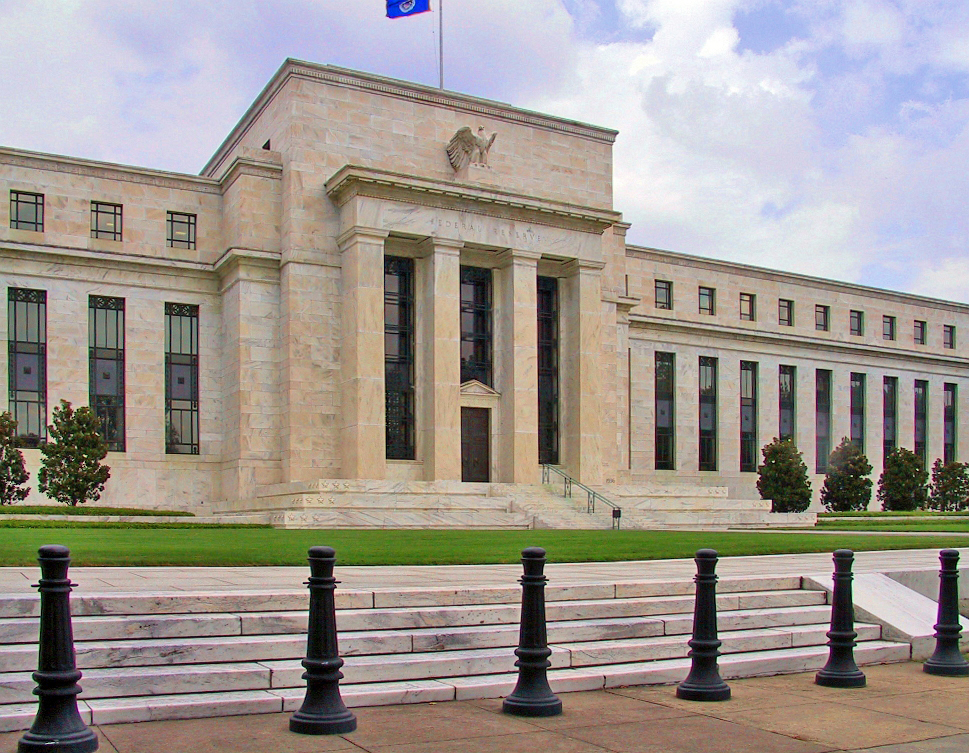
A Fed épülete Washingtonban

A 2008-ban kirobbant gazdasági világválság a nagy gazdasági világválság óta a legjelentősebbnek tartott gazdasági válság, mely az ezt megelőző globális pénzügyi válságból alakult ki.
Kiindulópontja az amerikai másodlagos jelzáloghitel-válság vagy amerikai jelzáloghitel-válság (a sajtónyelvben subprime-válság) az Amerikai Egyesült Államok ingatlan- és bankszektorából 2006 végén kiindult, változó intenzitású pénzügyi válság, amely más országokban is érezteti a hatását. A válság során több jelentős cég csődbe ment, vagy kénytelen volt versenytársaival egyesülni. A válság érzékenyen érintette a nyugat-európai bankokat is, és hatása az amerikai gazdaság visszaesésén keresztül az egész világgazdaságban megmutatkozik.
Szűk minőségi ingatlankínálat, lanyhuló dinamikájú hozamesés: ezek is a jelzáloghitel-válság hatásai. Nouriel Roubini már 2006-ban figyelmeztetett a kialakuló problémákra és Soros György is 2007 folyamán sokszor nyilatkozott a növekvő problémával kapcsolatban, aki szerint a folyamatok hatása a pénzügyi tőkét ültette a vezető ülésbe.
2007 folyamán közel 1,3 millió amerikai ingatlan volt ingatlanárverés tárgya, ez a 2006-os adatokhoz képest 79% emelkedést jelentett. A főbb bankok, gazdasági intézmények, pénzintézetek a világon hozzávetőlegesen 435 milliárd amerikai dolláros veszteséget szenvedtek el 2008. július 17-ig. Amikor világossá vált, hogy az amerikaiakat pénzügyi válság érte, az elemzők ottani, helyi problémaként emlegették, mely az amerikai ingatlanpiacot sújtja. Azonban a válság hamar kiterjedt az egész világra.
Az Európai Bizottság szerint a válság következtében az eurózónában 2009-ben szinte teljesen leáll, 0,1%-os lesz a gazdasági növekedés. Az egész EU-ban pedig 0,2% . Az eurózóna 2008-ban recesszióba került: 2008 második és harmadik negyedévében 0,2%-kal csökkent az euróövezet gazdasági teljesítménye, ilyenre még nem volt korábban példa. Az IMF prognózisa szerint 2009-ben az egész fejlett világ recesszióba került, de a fejlődő országok gazdasági növekedése is lassult. 2009-es elemzések szerint Magyarországon 1%-os gazdasági visszaesést prognosztizáltak, ami valójában 6,8% lett.

## Okai
- USA jegybank (FED) alacsonyan tartja az alapkamatot. Ez több hitelhez és jelzáloghitelhez vezet.
- USA-ban komolyabb hitelbírálat nélkül, az ingatlanárak növekedésére támaszkodva nyakló nélkül kezdenek jelzálogkölcsönöket nyújtani magánszemélyeknek. Ennek az oka a megnövekedett verseny a hitelpiacon, és a több tíz éve növekvő gazdasági pályán lévő USA-ba vetett hit.
- A felvett hitelek felhasználása kétirányú volt: egyrészt nagy mennyiségű új lakásépítést generált, másrészt a hitelek egy része tartós fogyasztási cikkek vételezését segítette elő. Ez jelentősen hozzájárult az amerikai gazdaság GDP-jének növekedéséhez.
- A bankok közötti hitelezési verseny következményeként egyre kockázatosabb, egyre megbízhatatlanabb adósoknak adtak hiteleket (subprime hitelek), illetve finanszíroztak kockázatos beruházásokat. Az ingatlanok értéknövekedése elősegítette azt is, hogy olyan adósoknak is hiteleztek az ingatlan értékének növekedése folytán, akik egyébként normál fogyasztási hitel felvételére alkalmatlanok voltak.
- A kockázatos lakás-, jelzálog-, illetve a subprime hitelek kockázatát egzotikus pénzügyi konstrukciókba csomagolták be, és eladták befektetőknek, újabb pénzt kreálva a rendszerbe, és így olyan időzített bombákat csempésztek az amerikai befektetési bankok portfóliójába, amelyek később nem várt problémákat okoztak.
- CDS-ekkel való kereskedés elterjedése. ( A CDS egy pluszköltség, amit a vevő pl. államkötvény vásárlása esetén alkalmazhat annak érdekében, hogy kivédje a kockázatot, és így áthárítja pl. egy bankra. Ezzel tulajdonképpen pénzvisszafizetési garanciát vállal a bank. Ennek ellentéte a CDO, amikor a vevő vállalja át bankoktól a kockázatot. Ez jó a bankoknak, mert még több hitelt tudnak nyújtani.)
- A rendszer addig működik, amíg újabb pénzeket képes a hitelpiacról felszívni, de 2006-ban tetőzött az ingatlanok értéke, amely lehetetlenné tette a hitelfelvételt, ezek után mivel nem volt újabb vásárló az egyre újabb és újabb ingatlanokra, rohamosan kipukkadt a lufi, és a lakások értéke nagy zuhanásnak indult. Ez pedig magával rántotta az erre felépült értékpapírokat is és ezzel az értékpapírokat jegyző befektetési bankokat. Előállt tehát az a helyzet, hogy a bankok gyakorlatilag elvesztették tőkéjüket és a normál befektetésüket sem voltak képesek hitelek nélkül finanszírozni, illetve a piacról eltűnt a vásárlóerő, mivel a vásárlók végletesen eladósodtak és a további fogyasztást nem fedezte az ingatlanuk árnövekedése. A Lehman Brothers csődje 2008 októberében tette a piac számára nyilvánvalóvá ezt a folyamatot, amely előrevetítette egy teljes összeomlás rémképét a teljes amerikai banki szektorra nézve. (Röviden: 2006-tól egyre több hitel dőlt be → egyre több eladó lakás → kínálat növekedés → árcsökkenés → ingatlaniroda-csődök → bankcsődök vagy csődközeli állapotok → bankok nagyobb kamatra nyújtanak csak hitelt egymás között → már magánszemélyeknek sem adnak)
- A gazdasági növekedés negatívba vált, ezért csökken a tőzsde, nyugdíjpénztárak, értékpapírok stb. értéke.
- A bankcsődök és a negatív hírek miatt a hitelezés nehézkessé válik vagy teljesen megszűnik, a fogyasztás és a termelés csökkennek, a munkanélküliség növekszik.
- Ezek után nem lehetett más választásuk a jegybankoknak, a további csődhullám elkerülése végett a bankokat feltőkésítették annak érdekében, hogy a teljes összeomlást elkerüljék, és az emberek megtakarításai ne ússzanak el teljesen. Ily módon az állam megelőzte az 1930-as nagy világválsághoz hasonló összeomlás kialakulását. További intézkedésekként a kormányok azóta is alacsonyan tartják a jegybanki alapkamatokat abban bízva, hogy az alacsony hitelkamatokon keresztül beindul a gazdasági fellendülés, amely kilábalást jelent a jelenlegi válsághelyzetből. Ez a folyamat oda vezetett, hogy a fejlett országok államai végletesen eladósodtak. Ez hosszú távon (2-3-5 év) ahhoz vezethet, hogy a nemzeti bankok inflációt próbálnak generálni a piacokon, amely segítségével csökkenthetik adósságuk mértékét.

### Közvetett okai
Elérkeztünk az ötödik Kondratyjev-ciklus leszálló ágához.
A 2008-as hurrikánszezon és a korábbiak, legyen az a 2007-es vagy a 2005-ös, átlagosan erősebb viharokkal járt, a károk nagy városokat is elértek. A trópusi ciklonok Florida, Louisiana, Mississippi, Alabama területeit is pusztították, letarolva teljes lakónegyedeket. Az ötös erősségű Katrina hurrikán New Orleans városának jelentős hányadát romba döntötte. A házakat a déli államokban nehezebb biztosítani a természeti csapások kockázata miatt.
A gyenge gazdasági helyzet változhat a 2008-as amerikai elnökválasztást követően, ha már nem a kampányba helyezik a pénzt a politikusok,  stabilabb gazdaság jöhet létre Amerikában. Hatalmas összegeket emésztett fel az amerikai elnökválasztási kampány. Hatalmas továbbá az USA katonai költségvetése. Az Egyesült Államok védelmi költségvetése a 2008. évre 548,9 milliárd dollár, a GDP 3,9%-a.  Ez az egész világ fegyverkezésre és védelemre költött összegének 45%-a, többszöröse minden más államénak. Ráadásul az iraki háború kapcsán az amerikaiak még mindig jelen vannak Irakban és az afganisztáni háború még mindig tart.

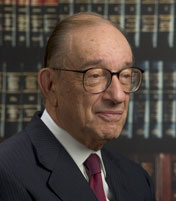
Alan Greenspan, a Fed volt elnöke

A válság legfőbb oka, hogy a hitelpiac telítődése miatt a hitelező bankok figyelme a másodrendű (subprime) adósok felé fordult, akik a régi hitelezési politikában nem vettek volna fel hitelt. Ezért új marketing módszerekkel kellett rávenni őket arra, hogy vegyenek fel hitelt, hiszen a banknak is bevételhez kell jutnia. Amerikában több évtizedes gyakorlata van a hitelből történő vásárlásnak, amely során a ház, autó, hajó vagy egyéb nagy értékű fogyasztási cikk a hitel fedezete. Ha a vevő fizetésképtelenné válik, akkor jön a behajtó a bank vagy a kereskedő megbízásából, és a fedezetet nyújtó ház, autó, hajó, ékszer stb. mellett még további értékeket foglal le és visz el, amíg a kötelezettség összegét ki nem teszik a lefoglalt értékek. Természetesen mindazok, akik hitelfelvevőként túlvállalták magukat, és ilyen helyzetbe kerültek, veszítettek. Mivel a hitel kihelyezési (pénzpiaci) versenye egyre élesebbé vált, így az amerikai belső piac első komolyabb recessziós hatása azonnal éreztette hatását. Ennek következtében jelentős nagyságrendet ugrott a bázis évekhez képest a „beragadt” ingatlanok és a behajthatatlan adósságok száma. Ez a nagyságrend már az ingatlanpiac számtalan ágon keresztbiztosított rendszerét sem tudta meggátolni a beomlástól, amely láncreakcióval vonta maga után a pénzügyi és üzleti folyamatban részt vevő bankokat, biztosítókat, ingatlanfejlesztőket, pénzügyi és ingatlanalapokat. A válság gyorsan továbbterjedt más gazdasági ágazatok felé is.
Joseph E. Stiglitz közgazdász eltérő megközelítése szerint a neoklasszikus közgazdaságtani makromodellek nem alkalmasak a válságok előrejelzésére, mert téves feltételezésekre épülnek, pl. indokolatlanul feltételezik az egyenletes információval való ellátottságot, vagy hogy a szereplők mindig racionális döntéseket hoznak, holott ezek csak az elméleti modellekben vannak így. Stiglitz szerint a megfelelő elmélet hiánya a gazdasági döntéshozatalt is tévútra vezeti, amelyekből a válságok is fakadnak.

### Közvetlen okai
Az Egyesült Államokban az utóbbi években kialakult gyakorlat alapján a bankok komolyabb hitelbírálat nélkül nyújtottak jelzálogkölcsönöket magánszemélyeknek. A hitelezés bővülése az „olcsó pénznek” is köszönhető volt, ugyanis az USA jegybankja alacsonyan tartotta az alapkamatot, ami olcsóvá tette a hiteleket. Az elmúlt évek kiegyensúlyozott gazdasági növekedése miatt nem tartottak attól, hogy az adósok nem tudják majd visszafizetni a hiteleket.
Az is ösztönözte a bankokat, hogy az ingatlanok értéke folyamatosan nőtt, erre az alapfeltételezésre épült minden további termék. Ez azt jelenti, hogy a modell csak addig volt működőképes, ameddig az ingatlanok értéke felfelé ment. Ha véletlenül valaki nem tudta visszafizetni a hitelt, a bank akkor is jól járt, hiszen az eredetinél magasabb áron tudta értékesíteni az ingatlant. Egyre szélesebb rétegek vettek fel hiteleket az Egyesült Államokban.
Ezzel párhuzamosan a bankok között is megindult a hitelezési verseny. A bankok egymással versenyezve egyre kockázatosabb hiteleket folyósítottak, egyre „megbízhatatlanabb” adósoknak adtak pénzt, egyre kockázatosabb beruházásokat finanszíroztak, hiszen csak így lehetett a múlt évi növekedést felülmúlni.
Emellett megjelentek új termékek is, amelyekkel szintén lehetett növelni a profitot. A válság igazi okának ilyen termékek, a CDO-k és a CDS-ek elterjedtté válását tekinthetjük. Mindez egy olyan eszköz volt, ami a bankok és a befektetők profitjának növekedését segítette elő, hiszen egy új termékfajtával, a CDS-sel lehetett kereskedni, és abból növekedést elérni. A CDS-ek piaca nem szabályozott piac, hiszen az állami szabályok nem követték a piac változását, nem kapcsolódott ehhez a termékfajtához különösebb szabályozás. A CDS (credit default swap) lehetővé teszi, hogy a hitelek kockázatát át lehet származtatni. A vevő meghatározott időszakonként meghatározott összeget fizet az eladónak, aki kezességet vállal az adós fizetéseiért. Ezek a CDS-ek csomagokban történő árusítása azt idézte elő, hogy nagyon nehéz volt felmérni a termék valós kockázatát, ami átláthatatlan struktúrák létrejöttét eredményezte.
A másik termék a CDO (collateralized debt obligation), ami mögött hitelek vagy kötvények állnak, a vevő (befektető) átvállalja a banktól az adott csomag kockázatát. Ez az eladó banknak azért jó, mert így még több hitelt képes kihelyezni.
Mindezek az átláthatatlan kereskedések vezettek oda, hogy a rendszer alappillérének, az ingatlanáraknak a csökkenése felborította a rendszert, ami a szövevényes ügyletek miatt a globális pénzügyi rendszer megroggyanásához vezetett.
A külső körülmények romlása, az USA gazdaságának lassulása miatt 2006-tól egyre több hitel „dőlt be”, ami az ingatlanárakra is hatással volt, hiszen egyre több eladó lakás jelent meg az egyébként is „túlfűtött” piacon. Ekkor kezdtek csődbe menni az ingatlanirodák, és később a bankok, amelyek jelzáloghitelezéssel foglalkoztak. Mindez persze hatással van a bankközi piacokra is, hiszen azok befagytak, és a bankok csak magas kockázati felárral voltak hajlandóak egymásnak hitelt nyújtani. A bankcsődökről érkező folyamatos hírek hatására a bankok bizalma is egyre erőteljesebben megrendült, nem szívesen adnak kölcsön egymásnak, sőt, már magánszemélyeknek sem.
A gazdasági növekedést a termelés és a fogyasztás folyamatos növekedése biztosítja. Az utóbbi időben azonban az USA-ban a fogyasztás egyre nagyobb mértékben hitelből folyt. Nem csupán ingatlanokat, de tartós fogyasztási cikkeket (autót, elektronikai cikkeket), gyakorlatilag szinte mindent meg lehetett kapni hitelre. A bankcsődök és az egyre gyakrabban érkező negatív hírek hatására viszont egyre nehezebb lett hitelhez jutni, ami a fogyasztásra is negatív hatással van. Ugyanakkor, ha például kevesebb autót vesznek az emberek (mert nem kapnak rá hitelt), akkor kevesebbet is kell gyártani, vagyis a fogyasztás csökkenése magával hozza a termelés csökkenését is, ami a munkanélküliség növekedéséhez, és a gazdasági növekedés visszaeséséhez vezet.
Ráadásul a pénzpiacok a világgazdasági folyamatok közül talán a „leginkább globalizáltak”, központi szerepben pedig éppen az USA található.

## Intézkedések különböző országokban
Az Egyesült Államokból kiinduló pénzügyi válság az egész világon komoly gondokat okoz Európától Ázsiáig. Az USA és az Európai Unió valamennyi tagországa nagy kihívásokkal néz szembe, és jelentős intézkedéseket léptetnek életbe a pénzügyi stabilitás biztosítása érdekében. Számos országban kellett a kormányoknak közvetlenül megmenteni, feltőkésíteni vagy államosítani pénzintézeteket, bankokat, biztosítókat. A pénzügyi válságkezelési programok részben összehangolt, részben nemzeti hatáskörben végrehajtott intézkedései a legtöbb helyen hasonlóak. Egyre több ország veszi igénybe a nemzetközi pénzügyi szervezetek segítségét gazdálkodásának, pénzügyi rendszerének stabilizálása érdekében. A pénzügyi krízis egyre inkább áthat a reálgazdaságra is, gyárak zárnak be, csökkentik termelésüket, munkahelyek szűnnek meg világszerte. Az alábbi összefoglalás áttekintést ad arról, hogy az egyes országok milyen intézkedéseket tettek a pénzügyi krízis hatásainak enyhítése érdekében. A nemzetközi példák mutatják, hogy Magyarország a többi uniós országhoz hasonló problémákkal küzd, és a legtöbb esetben a más országokban is alkalmazott intézkedésekkel azonos lépésekkel védi a polgárok biztonságát, a hazai pénzpiac és a gazdaság stabilitását.

### AzEurópai Unióösszehangolt intézkedései
Az EU elfogadta, hogy hitelgaranciával finanszírozza a pénzügyi szektort (továbbá a betétek után 50 000 euróig vállal garanciát, és engedélyt ad a tagoknak, hogy ezt 100 000 euróig emeljék).

### Németország
Németországban három független támogatási rendszer van a nem banki betétekre, a magánkölcsönökre és bankrendszer megmentésére. A német kormány a pénzügyi piaci stabilizációjáról szóló törvényt október 17-én fogadta el, amely bankközi garanciákat és tőkeszavatolást biztosít.
Elsődleges Adóssággarancia (Senior Debt Guarantee): Igénybe vehetik a német bankok, biztosítótársaságok, és nyugdíjalapok. A mértéket tekintve 400 milliárd euróig lehetséges az adósság értékpapírokra (20 milliárd el van különítve a potenciális veszteségek esetére). A program garantálja az olyan debt securitykat, amelyeket 2009. december 31-bocsátanak ki legfeljebb 36 hónapos lejárati idővel. Az igénybevétel költsége a kockázathoz igazodik.

#### Tőkeinjekció
70 milliárd euróig terjedő méretben (ez kiterjeszthető 80 milliárdra) nyújt forrásokat, melyek hozzáférhetőek tőkeberuházásra (rekapitalizáció), vagy un. kockázatos pozíciók vásárlására. Ennek formája egy alap, ami részvényeket, csendes részvételt a társaságban, vagy más tőke-eszközöket vehet. Az alap vehet és/vagy lefedezhet kockázatos pozíciókat (értékpapírokat, derivatívákat, kölcsön kötelezettségeket), melyek 2008. október 13-át megelőzően kerültek megvételre, vagy léptek bele. A támogatás feltétele szerint a törvény felhatalmazza a Szövetségi Pénzügyminisztériumot, hogy egy külön irányelvben határozza meg a támogatás feltételeit. A feltételek magukban foglalhatják a business mixet, a fenntarthatóságát az üzleti modellnek, hitelezést a kis és közepes vállalkozók felé, meghatározott eljárások szerinti üzletmenetet, vezetői és munkavállalói javadalmazási feltételeket, osztalékfizetéssel kapcsolatos rendelkezéseket.

#### Szabályok az állami alap támogatásához kapcsolódóan
A menedzsment dönthet a tőkeemelésről, mely az állami alap forrásnyújtásához kapcsolódik részvényesi beleegyezés nélkül, az alaptőke 50%-nak mértékéig. Nincsen a jelenlegi részvényeseknek e papírokra jegyzési joga. A menedzsment határozhat a részvények tulajdonságait illetően: likvidációs vagy profitban való elsőbbség – de a részvények elvesztik e tulajdonságukat, ha később magánbefektetőnek eladják őket. A társaságban való csendes részvétel megvalósítható részvényesi beleegyezés nélkül is. Az általános adólevonási szabályok vonatkoznak az alapnak kifizetett kamatra. Tartalmaz még továbbá a szabályozás általános eltéréseket és lemondásokat a tőzsdei bevezetési szabályokhoz, nyilvános ajánlattételekhez stb. kapcsolódóan.

### Nagy-Britannia

#### A Kincstár Pénzügyi Támogatási Programja (Treasury Financial Support Programme)
Tőkeinjekció 50 milliárd angol font értékben a bankképes intézményeknek, melyből 37 milliárdot már kiosztottak (RBS 20 milliárd, HBOS/Lloyds 17 milliárd). Az igénybevétel feltételei: törzsrészvények és elsőbbségi részvények legyenek az átadott papírok. Az elsőbbségi részvények 12%-ot fizetnek, és nem lehet őket visszaváltani 5 évig. Továbbá nem lehet más papírokra osztalékot fizetni addig, amíg az elsőbbségi részvényeket nem fizették vissza. A feltételek közt szerepel, hogy a részt vevő intézményeknek fenn kell tartaniuk a hitelezést a 2007-es szinten, támogatást kell biztosítaniuk a jelzáloghitelüket fizetni szándékozó embereknek, nem adhatnak készpénz bónuszt a vezetőségi tagoknak 2008-ban, és a javadalmazást a hosszú távú értékteremtéshez kell kötniük.

#### A Kincstár új adósságokra vállalt garanciája (New debt guarantee)
A részt vevő intézmények által a következő 6 hónapban kibocsátott adósságra vállalt garancia. Beletartoznak a CDs-ek, CPs-ek, fedezetlen kötvények, és egyéb kötelezvények (váltók).

#### Special Liquidity Scheme
2008 áprilisában lett felállítva. Arra szolgál, hogy a bankok magas minőségű jelzálog-fedezetű és más értékpapírjaikat időlegesen becserélhessék az Egyesült Királyság Kincstárjegyeire. 2008 szeptemberében a program lefutási idejét meghosszabbították 2009. január 30-ig. 2008 októberében a kormány kiterjesztette a program költségvetését 200 milliárd font összegig.

#### Bankállamosítások
A Northern Rock bankot a Bank of England által nyújtott 55 milliárd fontos kölcsön és az állam által az összes megtakarításra adott garancia mentette meg. A bankot 2008 februárjában államosították, miután a kormány nem talált megfelelő ajánlattevőt rá a magánszektorból. A 40 milliárd fontot érő legjobb jelzálogai egy privát offshore trösztben, a Granite-ben maradtak. Államosították továbbá a Bradford and Bingley-t. A kormány szerezte meg az ellenőrzést a társaság 50 milliárdos jelzálog- és kölcsönállománya felett, míg a 20 milliárdos megtakarítási üzletág a spanyol Santanderé lesz 612 millió fontért.
25 milliárd fontos tőkeinjekció, amellyel eddig a következő intézményeket segítette ki az állam: Abbey, Barclays, HBOS, HSBC Bank plc, Lloyds TSB, Nationwide Building Society, Royal Bank of Scotland, Standard Chartered.

### Franciaország
2008. szeptember 30-án a francia kormány 3 milliárd euró tőkét biztosított a Dexia banknak. Október 7-én a francia kormány megszervezte a Banques Populaires és a Caisse d’Epargne összeolvadását. A miniszterelnök 100%-os garanciát ajánlott a betétekre és kijelentette, hogy a francia állam nem engedi meg, hogy bármelyik francia bank fizetésképtelenné váljon. Október 17-én a kormány 320 milliárd eurós garanciát adott a 2009 vége előtt kibocsátott, 5 év vagy kevesebb esedékességű banki adósságokra (beleértve a bankközi kölcsönzést). 40 milliárd eurós alapot hoztak létre továbbá, hogy bevásároljanak a legnagyobb francia bankok papírjaiból. Október 21-én a francia kormány 10,5 milliárd eurós tőkeinjekciót nyújtott a legnagyobb francia bankoknak, így a BNP-nek, a Credit Ag-nak, SocGennek, Credit Mutuelnek, Caisse d’Epargne-nek, Banque Populaire-nek. Kölcsönként van strukturálva, nincsenek irányítási vagy osztalék-korlátozások. Franciaország 70 ezer euróig biztosít garanciát a betétekre, ezt a garanciát 20 ezer euróról emelték fel.

### Olaszország
2008. október 9-én az olasz kormány bejelentette, hogy garantálni fogja a betéteket további 103 ezer euróig még az FITD garancián túlmenően. Egy 20 milliárd eurós alap lesz felállítva, hogy támogassák a bajba jutott bankokat. Az olasz kormány lehet, hogy belép a bankok tőkéjébe elsőbbségi részvények formájában. Október 13-án az olasz parlament elfogadta a vészhelyzeti csomagot, hogy biztosítsa a betéteket, és stabilizálja a pénzügyi rendszert. Nem említettek konkrét összeget, de azt mondták, hogy a kormány annyi forrást fog rászánni, amennyi csak szükséges.

### Svájc
A Swiss National Bank felállított egy programot, mely a bajba jutott bankoknak nyújt segítséget, megengedve a svájci bankoknak, hogy átalakítsák a nem likvid kockázatos vagyonukat. Az SNB által adott hitel nyolc évre történik. Svájc szintén irányította, felügyelte a Credit Suisse 10 milliárd svájci frankos, és a UBS 6 milliárd eurós tőkeemelését. A betétekre vonatkozó garanciát eddig nem emelték meg.

### Hollandia
Hollandia a betétekre 100 ezer euróig vállal garanciát, mely 30 ezer euróról lett felemelve. 2008. október 3-án államosították az ABN-t és a Fortis bank és biztosítás üzletágát. Október 9-én a De Nederlandsche Bank speciális kölcsönt biztosított az egyes pénzügyi intézményeknek megfelelő fedezet ellenében, olyan hosszú időre, amennyire csak szükséges. Nem került felállításra előzetesen speciális alap, ugyanakkor 20 milliárd euró elkülönítésre került, mely azonnal hozzáférhető. Október 19-én 10 milliárd eurós tőkeinjekciót juttattak az ING csoportnak. Október 28-án jelentette az Aegon biztosítótársaság, hogy a holland kormány értékpapír vásárlás útján 3 milliárd eurós állami tőkeinjekcióban részesíti a vállalatot, ezzel javítva annak pénzügyi pozícióit.

### Belgium,Luxemburg
2008. szeptember 30-án 6,4 milliárd eurós összeggel megmentette a Dexia bankot a belga, a luxemburgi és a francia kormány. Október 3-án a belga és a luxemburgi kormány támogatást nyújt a BNP Paribas akvizíciójához, melynek során 14,5 milliárd euróért megszerezte a Fortis Bank Belgium 75, a Fortis Bank Luxembourg 67, illetve a Fortis Belgian Insurance Operations 100%-át. Belgium még nem növelte a betétekre adott garanciát.

### Svédország
Senior Debt Guarantee: A teljes méretét tekintve 1,5 trillió svéd korona. A lefedezett eszközökbe tartozik minden típusú elsőhelyi tartozás (senior dept), melynek lejárata minimum 3 hónap, maximum 5 év. A garancia a teljes időtartamra vonatkozik. A garancia 2009. április 30-ig tart (lehetséges a kiterjesztése 2009. december 31.-ig). Ennek díja a mai szint és a normális kibocsátási szint közötti átlag-díj.

#### Stabilitás alap / tőkeinjekciók
Ennek mérete 15 milliárd svéd korona. Formája egy alap, ami arra lett képezve, hogy kezeljen bármilyen esetleges jövőbeni fizetőképességi problémát bármely fontos svéd pénzintézetnél. A használt eszköz az állam számára kibocsátott elsőbbségi részvény. A díja a beavatkozásnak az, hogy kockázattal súlyozott speciális stabilitási díj lesz kivetve minden hitelintézetre, ha a körülmények megnyugodnak. Továbbá lehetséges államosítani a hitelintézeteket, a bónuszok, a vezetők javadalmazásának és végkielégítéseknek a korlátozása, nincs viszont osztalékkorlátozás, továbbá más állami befektetési forma is megfontolásra kerülhet.

#### Betétgarancia
18 milliárd svéd korona értékű[forrás?]. A garanciát megemelték 250 000-ről 500 000 svéd koronára.

#### Korábbi beavatkozások
A Svéd Központi Bank megemelte a bankoknak nyújtott kölcsönzését 100 milliárd svéd koronára (10,3 milliárd EUR), a 60 milliárd svéd koronás, eddig meghirdetetten felül, továbbá tervezi további, 6 hónapos kölcsönök aukcióját 100 milliárd svéd korona értékben.

### Írország
Elsőként, 2008. szeptember 30-án garantálta a bankközi kölcsönöket, betéteket és fedezett kötvényeket. A teljes garancia 600 milliárd euró, amely az ír GDP három és félszerese. A költségeket külön kalkulálják minden intézményre, ezek negyedévente fizetnek (ajánlás: a díj az éves profit 10%-a). Hat ír bank van lefedve a garanciával. Írország korlátozás nélküli garanciát nyújt a betétekre.

### Spanyolország
A spanyol kormány 2008. október 7-én felemelte a betétekre adott garanciát 100 ezer euróra. A kormány továbbá bejelentette, hogy felállít egy 30-50 milliárd euróig terjedő alapot, hogy részesedéseket vásároljanak spanyol pénzügyi intézményekből. Október 13-án a kormány 100 milliárd eurós garanciavállalást jelentett be az új banki adósságokra 2008-ban, és meg nem határozott mértékűt a 2009-ben kibocsátott adósságokra.

### Portugália
A Portugál kormány 2008. október 7-én megemelte a betétekre adott garanciát 50 ezer euróra az eddigi 25 ezer euróról. Október 12-én a portugál kormány 20 milliárd eurós garanciavállalást jelentett be a bankközi kölcsönzésre, hogy elősegítse a likviditást.

### Görögország
A betétekre nyújtott garancia Görögországban 20 ezer euróig terjed, jelenleg van egy törvénytervezet, mely a betétekre nyújtott garanciát 100 ezer euróra növelné. Továbbá kormányzati ígéret történt a korlátlan garanciavállalásra. A fogyasztóvédelmi törvényhozási javaslat szerint minimum 20 ezer eurós hátralék kellene a házak lefoglalásához, és megállítaná, hogy a bankok forrásokat foglaljanak le a fogyasztók számlájáról. Október 9-én előterjesztették azt a javaslatot a Parlamentnek, hogy megnöveljék a betéteken lévő garanciát 100 ezer euróra 2011 decemberéig.
2010-re Görögország gyakorlatilag csődbe ment, csak az Európai Unió pénzügyi segélyei tudták megmenteni az összeomlástól.

### Izland
2008. szeptember 29-én az izlandi kormány bejelentette a bajbajutott Glitnir Banki HF bank 75%-nak akvizícióját 600 millió euróért. Október 6-án az izlandi Pénzügyi Felügyeleti Hatóság felfüggesztette mind a 6 izlandi bank piaci kereskedését, mielőtt kinyitott a tőzsde. Az izlandi pénzügyminiszter közölte, hogy a kormány kész átvenni az irányítást az ország bankjai felett. Október 7-én csődgondnokság a Landsbanki és Glitnir felett. Továbbá 500 millió eurós hitel a Központi Banktól a Kaupthing Bank-nak. Október 9-én a Pénzügyi Felügyeleti Hatóság kijelölte a Kaupthing felszámoló bizottságát, a Seðlabanki pedig arra kényszerült, hogy felfüggessze az izlandi fizetőeszköz árfolyam-rögzítettségét. Izlandon nincs garancia a külföldi betétekre, a hazaiakra viszont korlátlan garancia van érvényben.
A válság miatt a korona értéke a korábbi 3 forintról 1,5 forintra esett vissza.

### Dánia
Dánia 12 milliárd eurós hitelkeretről kötött megállapodást az Európai Központi Bankkal, hogy segítse a bankok likviditását és a devizaellátottságot. A Dán Központi Bank 2008. szeptember 22-én bejelentette, hogy kiárusít 3,4 milliárd euró értékű további kincstári jegyet, hogy megfeleljen a piaci keresletnek. Október 6-án bejelentették, hogy a Szektorális Alap biztosít forrásokat egészen 4,6 milliárd euróig, hogy a lehetséges veszteségeket fedezzék. A dán kormány pedig garantál minden veszteséget az elsőhelyi tartozásokban, betétekben, bankközi kölcsönökben, a fent meghatározott összeg felett. A részt vevő bankok ugyanakkor egyetértenek, hogy nem fizetnek osztalékot, nem indítanak új részvény-visszavásárlási programot, vagy indítanak új részvény-opciós programot, vagy terjesztenek ki, vagy újítanak fel létező programokat. Dániában korlátlan garanciavállalás van a betétekre.

### Amerikai Egyesült Államok
Az USA a bankrendszer segítését a FED-en, a kincstáron, és az ottani Országos Betétbiztosítási Alapon keresztül szervezi meg. Bár a Lehman Brothers-t hagyták csődbe jutni, az általános cél az, hogy a gyengébb bankokat vásárolják meg az erősebb versenytársak, és ehhez nyújtanak állami segítséget is, ha szükséges. A Goldman Sachs és a Morgan Stanley a működését bank holdingra változtatta, hogy könnyebben tudjon hozzájutni a FED hiteleihez, és biztosítva legyenek a betétei. A legnagyobb jelzálog hitelező cégek, a Freddie Mac és a Fannie Mae tőkéjük 79,9%-át az állam átvette. Hasonlóképpen stabilizálták az AIG biztosító céget.
A legnagyobb segítség a gazdaság és a bankok stabilizálására a TARP program, amivel 700 milliárd dollárral segítenek a bajba jutott bankoknak. Módszerek:
- tőkeinjekció
- eszközfinanszírozás
- hitelgarancia
- kamatvágás
- szélesebb fedezeti szabályok
- szűkebb diszkont rés
- fedezeti swap
- mark-to-market ügyletek felfüggesztése
- osztalék felfüggesztés
- fizetési korlát meghatározása

Az intézkedéseke t eddig igénybe vevők:
- 25 milliárd dollár: Citigroup, Wells Fargo, JPMorgan Chase, Bank of America/Merrill Lynch
- 10 milliárd dollár: Morgan Stanley, Goldman Sachs
- 3 milliárd dollár: Bank of New York Mellon
- 2 milliárd dollár: State Street

## Hatása a járműiparra
| Észak-amerikai autóeladások, 2008. január-október. hó | Észak-amerikai autóeladások, 2008. január-október. hó | Észak-amerikai autóeladások, 2008. január-október. hó |
| Gyártók, főbb márkák                                  | Eladások (millió darab)                               | Változás 2007. I–X. hóhoz képest                      |
| ----------------------------------------------------- | ----------------------------------------------------- | ----------------------------------------------------- |
| Amerikaiak együtt                                     | 5,54                                                  | 21%                                                   |
| General Motors                                        | 2,58                                                  | 20,4%                                                 |
| Ford                                                  | 1,69                                                  | 18,3%                                                 |
| Chrysler                                              | 1,27                                                  | 26,1%                                                 |
| Ázsiaiak együtt                                       | 5,26                                                  | 8,1%                                                  |
| Toyota                                                | 1,95                                                  | 11,5%                                                 |
| Honda                                                 | 1,27                                                  | 3,2%                                                  |
| Európaiak együtt                                      | 0,76                                                  | 1,8%                                                  |
| Volkswagen                                            | 0,27                                                  | 1,4%                                                  |
| BMW                                                   | 0,26                                                  | 4,8%                                                  |

A csökkenő kereslet és a hitelek hiánya (a járműipar igen magas hitelekkel dolgozik, továbbá az autók jelentős részét is hitelre veszik) érzékenyen érinti az autóipart, ami hazánkban az ipar egyik húzóágazata. 2008 októberének adatai (az USA-ban) évesített, szezonálisan igazított értékesítések 10,56 millió darab járműeladásról számolnak be, ez 34%-os csökkenés a 2007-es adatokhoz képest és a legrosszabb eredmény 1983 óta. Sok autógyár több hétre vagy végleg leállítja termelését. Az USA a 700 milliárd dolláros pénzügyi mentőcsomagból 17,4 milliárd dollárt az autószektorba pumpál. Ebből 13,4 milliárd dollárt a Chrysler és a General Motors kapja meg. A Ford nyilatkozta szerint a jelenlegi körülmények között mentőcsomag nélkül is tudja folytatni működését.
Elemzők szerint 2009-ben 50 millió autót fognak eladni, 5 millióval kevesebbet, mint 2007-ben, 2008-ra pedig 53 millió eladott autót várnak.

### Amerikában
A nagy amerikai autógyártó cégek sorozatos keresletcsökkenésről számolnak be (az adatok a 2007 októberi adatok viszonyítása a 2008-aséhoz): A General Motors 45%-os eladáscsökkenésről számolt be (a személyautókból 34, a teherautókból 51 százalékkal kevesebbet), a Chrysler szintén 35%-kal kevesebb gépjárművet adott el, a Ford eladásai 30%-kal csökkentek és a Ford tulajdonában lévő Volvo eladásai pedig 52%-kal. A BMW-nek 63%-kal esett vissza a profitja 2008 harmadik negyedévében. Szintén 2008 harmadik negyedévében a Ford közel 3 (2,98) milliárd dolláros üzemi veszteséget produkált, a hír hallatán a társaság részvényének ára 2 dollár alá csökkent, a  General Motors pedig  4,2 milliárd dolláros nettó veszteséget könyvelt el.

### Európában
2008 októberében 1,13 millió új autót adtak el Európában, ez 14,5%-os csökkenést jelent a múlt év azonos hónapjával szemben, így már hatodik hónapja csökken a kereslet. Nyugat-Európában 15,5%-kal esett vissza a regisztrált új autók száma, kivéve Ausztriát, ahol 4%-kal nőttek az eladások. Írországban 55, Spanyolországban 40, az Egyesült Királyságban 23, Olaszországban 19, Németországban, Franciaországban 7, Romániában 10 százalékkal csökkent az eladott autók száma. Ezzel ellentétben Lengyelországban 12,3%-kal nőttek az eladások. A Volkswagen 7,6%-kal kevesebb autót adott el, a Peugeot-Citroën értékesítése 16%-kal, a Fordé 12%-kal esett vissza.
Daimler (a Mercedes-benz gyártója) eladásai 24 és fél százalékkal zuhantak, a Porsche pedig feleannyi autót adott el, mint előző év októberében. A Daimler ennek ellenére megépítette Kecskeméten az új Mercedes-gyárat.
A Ford 2008 harmadik negyedévében 129 millió dolláros nettó veszteséget könyvelt el.
A nagy amerikai autógyárak (General Motors, Ford, Chrysler) 25 milliárd dolláros segélyt kívánnak az USA-tól, a demokraták támogatják a segélyt, a republikánus szenátorok azonban nem hajlanak a megegyezésre

### Japánban
A japán autóipar is megsínylette a válságot: a Honda eladásai 25, a Nissané pedig 33%-kal estek vissza. A Toyota októberi eladásai is 23%-kal csökkentek (teherautókból 33%-kal, személyautókból 14%-kal kevesebbet adtak el).

## A válság kezelése, bankállamosítások
A világ vezető országaiban a nagy bankok egyre-másra kerülnek állami felügyelet alá. Az államosításokat bankmentő csomagok előzik meg. Persze messze nem minden ország kényszerül bankjainak államosítására. A fejlett világ országai állami pénzből mentik meg a csődbe jutott bankokat. Az EU egyes tagországai különbözőképpen élik meg a válságot. Az állam Amerikában összesen tizenegy, Nagy-Britanniában három, Izlandon három bankot vett részben állami tulajdonba.
Nagy-Britannia 610 milliárd eurót költött bankmentő csomagra. Németországnak 500 milliárd eurós, Franciaországnak 265 milliárd eurós, Hollandiának 200 milliárd eurós, Svédországnak 150 milliárd eurós, Ausztriának 100 milliárd eurós, Magyarországnak 2,25 milliárd eurós bankmentő csomagja van.
A magyar állam háromfajta részvényt vehet a magyar bankokban. Osztalékelsőbbséget, vétójogot és feltételes tulajdonosi irányítási jogokat biztosító elsőbbségi papírokat. Ezek lehetővé teszik a hitelintézet feletti teljes tulajdonosi irányítást.
Magyarország 1500 milliárd forintig terjedő hitelt nyújthat bankoknak 2009 végéig.

### Az állam részvényeket vásárolt vagy teljesen államosította a bankot
Több bank esetében nem államosították teljes egészében a bankot, csak részvényeket vett az állam. Név szerint ezek a következők:  Washington Mutual,  American International Group,  Bank of America,  Wells Fargo,  Citigroup,  JPMorgan Chase,  Goldman Sachs,  Morgan Stanley,  Bank of New York Mellon Corp,  State Street Corp,  Merrill Lynch,  RBS bank (brit),  Bradford & Bingley (brit),  Northern Rock (brit),  Kaupthing (izlandi),  Landsbanki (izlandi),  Glitnir (izlandi),  (Icesave-Bank a Landsbanki leányvállalata),  Parex (lett) Lásd: Államosítják a második legnagyobb lett bankot,  Fortis (Benelux államok).

## Feldolgozása a médiában
- Michael Moore Kapitalizmus: Szeretem! c. dokumentumfilmje a pénzügyi válságról
- Michael Lewis pénzügyi újságíró Összeomlás – Adósságválság, tőzsdék, devizapiacok c. könyve a válsághoz vezető okokról és válságjellemzőkről különböző országokban, valamint a könyvből készült film: A nagy dobás.
- Bennfentesek (Inside Job) c. 2010-es dokumentumfilm.